# Caterina d'Austria (margravia di Baden)
Caterina d'Austria (Wiener Neustadt, 1420 – Castello di Hohenbaden, 11 settembre 1493) è stata un'arciduchessa asburgica ed una margravia di Baden.

## Biografia
Figlia del duca Ernesto I d'Asburgo e della sua seconda moglie Cimburga di Masovia e sorella dell'imperatore Federico III e di Alberto, insieme ai quali venne allevata a Wiener Neustadt.
Il 15 luglio 1447 sposò a Pforzheim il Carlo I, margravio di Baden (1427–1475), cui portò in dote 30.000 ducati. La dote fu talmente ingente, che Caterina ottenne il diritto di collocare il proprio stemma asburgico a fianco di quello del marito. Tuttavia, a differenza di quanto aveva sperato, con il suo matrimonio Carlo non ottenne dal duca Sigismondo il compito di reggere i domini asburgici nell'Austria Anteriore, che venne invece affidato a Matthäus Hummel, consigliere del duca.
Caterina sopravvisse diciotto anni al marito, con cui aveva instaurato un rapporto fondato sulla tenerezza, e fu la capostipite delle dinastie di Baden-Baden e Baden-Durlach. Suo figlio Cristoforo le concesse quale sede vedovile lo Schloss Hohenbaden e costruì il Neue Schloss a Baden-Baden. In questa città Caterina è sepolta.

## Figli
Dal suo matrimonio nacquero i seguenti figli:
- Caterina (1449–1484), sposò nel 1464 il conte Giorgio III von Werdenberg-Sargans († 1500)
- Cimburga (1450–1501), sposò nel 1468 il conte Engelberto II di Nassau (1451–1504)
- Margherita (1452–1495) badessa del Convento di Lichtenthal
- Cristoforo I (1453–1527) margravio di Baden, sposò nel 1468 la contessa Ottilia di Katzenelnbogen (1451–1517)
- Alberto (1456–1488), margravio di Baden-Hachberg
- Federico (1458–1517) vescovo di Utrecht

## Ascendenza
|                        |                         |                              | Genitori                |  |  | Nonni |  |  | Bisnonni                |  |  | Trisnonni           |  |
|                        |                         |                              |                         |  |  |       |  |  | Alberto II lo Sciancato |  |  | Alberto I d'Asburgo |  |
|                        |                         |                              |                         |  |  |       |  |  | Alberto II lo Sciancato |  |  | Alberto I d'Asburgo |  |
|                        |                         | Elisabetta di Tirolo-Gorizia |                         |  |  |       |  |  | Alberto II lo Sciancato |  |  |                     |  |
| Leopoldo III d'Asburgo |                         |                              |                         |  |  |       |  |  | Alberto II lo Sciancato |  |  |                     |  |
|                        |                         | Giovanna di Pfirt            | Ulrico III di Pfirt     |  |  |       |  |  |                         |  |  |                     |  |
|                        |                         | Giovanna di Pfirt            | Ulrico III di Pfirt     |  |  |       |  |  |                         |  |  |                     |  |
|                        |                         | Giovanna di Pfirt            | Giovanna di Montbéliard |  |  |       |  |  |                         |  |  |                     |  |
| Ernesto I d'Asburgo    |                         | Giovanna di Pfirt            |                         |  |  |       |  |  |                         |  |  |                     |  |
|                        |                         | Bernabò Visconti             | Stefano Visconti        |  |  |       |  |  |                         |  |  |                     |  |
|                        |                         | Bernabò Visconti             | Stefano Visconti        |  |  |       |  |  |                         |  |  |                     |  |
|                        |                         | Bernabò Visconti             | Valentina Doria         |  |  |       |  |  |                         |  |  |                     |  |
| Verde Visconti         |                         | Bernabò Visconti             |                         |  |  |       |  |  |                         |  |  |                     |  |
|                        |                         | Regina della Scala           | Mastino II della Scala  |  |  |       |  |  |                         |  |  |                     |  |
|                        |                         | Regina della Scala           | Mastino II della Scala  |  |  |       |  |  |                         |  |  |                     |  |
|                        |                         | Regina della Scala           | Taddea da Carrara       |  |  |       |  |  |                         |  |  |                     |  |
| Caterina d'Austria     |                         | Regina della Scala           |                         |  |  |       |  |  |                         |  |  |                     |  |
|                        | Siemowit III di Masovia | Trojden I di Masovia         |                         |  |  |       |  |  |                         |  |  |                     |  |
|                        | Siemowit III di Masovia | Trojden I di Masovia         |                         |  |  |       |  |  |                         |  |  |                     |  |
|                        | Siemowit III di Masovia | Maria di Galizia             |                         |  |  |       |  |  |                         |  |  |                     |  |
| Siemowit IV di Masovia | Siemowit III di Masovia |                              |                         |  |  |       |  |  |                         |  |  |                     |  |
|                        |                         | Eufemia di Opavia            | Mikuláš I di Opava      |  |  |       |  |  |                         |  |  |                     |  |
|                        |                         | Eufemia di Opavia            | Mikuláš I di Opava      |  |  |       |  |  |                         |  |  |                     |  |
|                        |                         | Eufemia di Opavia            | Anna Raciborska         |  |  |       |  |  |                         |  |  |                     |  |
| Cimburga di Masovia    |                         | Eufemia di Opavia            |                         |  |  |       |  |  |                         |  |  |                     |  |
|                        |                         | Algirdas                     | Gediminas               |  |  |       |  |  |                         |  |  |                     |  |
|                        |                         | Algirdas                     | Gediminas               |  |  |       |  |  |                         |  |  |                     |  |
|                        |                         | Algirdas                     | Jewna                   |  |  |       |  |  |                         |  |  |                     |  |
| Alessandra di Lituania |                         | Algirdas                     |                         |  |  |       |  |  |                         |  |  |                     |  |
|                        |                         | Uliana di Tver'              | Alessandro I di Tver'   |  |  |       |  |  |                         |  |  |                     |  |
|                        |                         | Uliana di Tver'              | Alessandro I di Tver'   |  |  |       |  |  |                         |  |  |                     |  |
|                        |                         | Uliana di Tver'              | Anastasia di Galizia    |  |  |       |  |  |                         |  |  |                     |  |
|                        |                         | Uliana di Tver'              |                         |  |  |       |  |  |                         |  |  |                     |  |